# Storia della grandezza e della decadenza di Cesare Birotteau
Storia della grandezza e della decadenza di Cesare Birotteau è un romanzo di Honoré de Balzac, pubblicato nel 1837. È la seconda opera delle Scene della vita parigina (Scènes de la vie parisienne), il terzo ciclo narrativo dell'ambiziosa serie de La Comédie humaine.
Il personaggio principale è un profumiere parigino che raggiunge il successo nel settore dei cosmetici, ma fallisce a causa di speculazioni immobiliari.
Come spesso nei romanzi di Balzac, il soggetto è stato tratto da un fatto reale: un certo Bully, profumiere di mestiere, che inventò una lozione a base di aceto a cui diede il suo nome. Il negozio di Bully venne saccheggiato durante la Rivoluzione di luglio del 1830, lasciando l'uomo sul lastrico.
Balzac ha aggiunto una questione di speculazione, trasformando la storia in una vera avventura, in cui Cesare Birotteau è il tipico piccolo borghese di quegli anni, la cui ambizione è quella di raggiungere le più alte sfere della società parigina.
Sempre pronto a sottolineare la crudeltà del mondo, Balzac volle dare un quadro sconvolgente di questo personaggio ingenuo (la cui fine sarà meno dura rispetto al modello originale).

## Edizioni italiane
- trad. L. M., Milano: Bravetta, 1838 (edizione ridotta)
- trad. Galeazzo Falconi, Milano: F.lli Treves, 1919
- trad. Mario Buggelli, Milano: Corbaccio, 1928
- trad. Decio Cinti, Milano: Vallardi, 1931
- trad. Maria Bastide, Milano: Istit. ed. italiano, 1946
- trad. Maria Ortiz e Renato Mucci, in I capolavori della Commedia umana, vol. 3, Roma: Casini, 1952
- trad. Bruno Schacherl, Roma: Editori Riuniti, 1959
- trad. Piero Bianconi, Milano: Rizzoli, 1960
- trad. Francesca Spinelli, a cura di Paola Dècina Lombardi, Milano: Oscar Mondadori, 2006 ISBN 8804553723
- trad. Bruno Schacherl, Roma: Editori Internazionali Riuniti, 2013 ISBN 9788835992288